# Type Daniel Dupuis
 (juin 2020).
Si vous disposez d'ouvrages ou d'articles de référence ou si vous connaissez des sites web de qualité traitant du thème abordé ici, merci de compléter l'article en donnant les références utiles à sa vérifiabilité et en les liant à la section « Notes et références ».

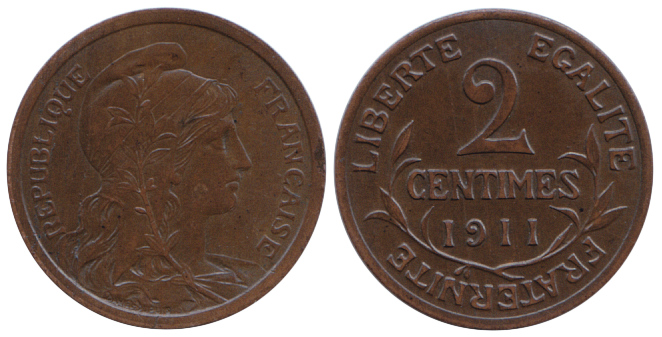
2 centimes 1911.

Le Type Daniel Dupuis est un type de gravure monétaire des pièces en franc français dessiné et gravé par Daniel Dupuis et mis en circulation à partir de 1898 jusqu'en 1921.
À partir de 1914, les pièces officielles en bronze (et en argent) ne circulèrent presque plus car elles étaient massivement thésaurisées par les particuliers ; pour pallier ce manque de monnaie, les autorités locales, les chambres de commerce, les commerçants, etc., frappèrent des monnaies de nécessité.
Ce modèle servit pour les pièces de 1, 2, 5 et 10 centimes. L'avers de la pièce représente de profil une tête de la république, coiffée du bonnet phrygien et orné d'une couronne ; légende circulaire "RÉPUBLIQUE FRANÇAISE" et signature Daniel Dupuis.
Au revers pour les pièces de 1 et 2 centimes ; La légende "LIBERTE EGALITE FRATERNITE". Dans une demi couronne la valeur de la pièce en son centre.
Au revers pour les pièces de 5 et 10 centimes ; La légende "LIBERTE EGALITE FRATERNITE". la République cuirassée et drapée, assise à gauche sur un rocher tenant de sa main droite un drapeau-étendard et de sa main gauche une branche d'olivier (En dessous la valeur de la monnaie); à sa droite un enfant tenant des épis de blé et un marteau.
De 1914 à 1921, les 5 et 10 centimes en bronze coexistèrent avec celles de même valeur de type Lindauer, en cupronickel. 

## Tableau des émissions
| Années         | Valeur      | Diamètre | Poids | Tranche | Métal  | Tirage total | Commentaires    |
| -------------- | ----------- | -------- | ----- | ------- | ------ | ------------ | --------------- |
| de 1898 à 1920 | 1 centime   | 15 mm    | 1 g   | lisse   | bronze | 30 967 371   | IIIe République |
| de 1898 à 1920 | 2 centimes  | 20 mm    | 2 g   | lisse   | bronze | 23 475 802   | IIIe République |
| de 1898 à 1921 | 5 centimes  | 25 mm    | 5 g   | lisse   | bronze | 211 630 899  | IIIe République |
| de 1898 à 1921 | 10 centimes | 30 mm    | 10 g  | lisse   | bronze | 122 071 257  | IIIe République |